# 4:e världsjamboreen
4:e världsjamboreen var en världsjamboree som anordnades av Ungern under 1933. 25 000 scouter från hela världen deltog på evenemanget, och representerade 34 olika nationer. De höll läger i Gödöllős kungliga skog, cirka 18 kilometer utanför huvudstaden Budapest. Lägerchef var Pál Teleki von Szék, medlem av den internationella kommittén som senare blev Ungerns premiärminister.
Evenemanget är den första internationella samlingen där flygscouter fanns representerade. Varje utländska grupp på jamboreen tilldelades en "kusin" – en ungersk scout som tjänade som tolk och guide.
För att fira den fjärde jamboreens 60-års jubiluem, anordnade det ungerska scoutförbundet Magyar Cserkészszövetség ett minnesläger vid Bélapátfalva, Ungern under 1993.